# Hadena eucyria
Hadena eucyria là một loài bướm đêm trong họ Noctuidae.